# 韋靈鎮區 (堪薩斯州內斯縣)
韋靈鎮區（英語：Waring Township）為美國堪薩斯州內斯縣轄下的鎮區。2010年美国人口普查中該鎮區人口有100人。

## 地理
韋靈鎮區涵蓋總面積為307.66平方（118.79平方英里），其中307.58平方（118.76平方英里）為陸地，0.08平方（0.031平方英里）或0.03%為水域。海拔高度716（2,349英尺）。

## 人口統計
根據2010年美國人口普查，韋靈鎮區人口有100人，住房85戶，人口密度為0.33人/每平方公里。此鎮區居民之種族中，白人有100人，非裔美國人有0人，美洲原住民有0人，亞裔美國人有0人，太平洋島裔美國人有0人，其他種族有0人，混血種族則有0人。此外此鎮區有0人為西班牙裔或拉丁裔美國人。

## 交通

### 主要公路
- 4號堪薩斯州州道
- 147號堪薩斯州州道